# Charles Henry Tilson Marshall
Pour les articles homonymes, voir Tilson et Marshall.
Charles Henry Tilson Marshall (1841 - 20 janvier 1927) est un ornithologue britannique.
Il est en poste en Inde aux côtés de son frère, George Marshall (1843-1934), militaire et zoologiste amateur. Il participe à The Game Birds of India, Burmah and Ceylon aux côtés de Allan Octavian Hume (1829-1912) en trois volumes dont la parution s'étale entre 1878 et 1880.